# جزبل خال‌طلایی
جزبل خال طلایی گونه‌ای پروانه‌است که در سرده هاشوربالان و تیره کاهی‌بالان قرار دارد.
استرالیا، نیو ساوت ولز، کوئینزلند، ویکتوریا (استرالیا)، کالدونیای جدید و وانواتو زیستگاه این پروانه است.